# Annemie Roppe
Annemie Roppe (Tongeren, 5 augustus 1946) is een voormalig Belgisch politica voor de links-liberale partij SLP.

## Levensloop
Ze is dochter van Louis Roppe sr. (1914-1982), gouverneur van de provincie Limburg, en zus van Louis Roppe jr., een gewezen burgemeester van Hasselt, die beiden politiek actief waren voor de CVP.
Ze volgde lager onderwijs bij de Zusters Ursulinen te Hasselt en doorliep haar secundair onderwijs aan het Heilig Graf te Turnhout en bij de Zusters Kindsheid Jesu te Hasselt. Vervolgens behaalde ze in 1969 een doctoraat in de Rechten en een licentiaat in het Notariaat aan de Katholieke Universiteit Leuven. Van 1969 tot 1993 was ze kaderlid bij de Kredietbank. Tevens was ze juridisch adviseur op de kabinet van Vic Anciaux, van 1977 tot 1979 in diens hoedanigheid als federaal staatssecretaris voor Nederlandstalige Cultuur en Sociale Zaken en van 1989 tot 1993 in diens rol als staatssecretaris in de Brusselse Hoofdstedelijke Regering.
In 1972 werd ze lid van de Volksunie. Roppe nam voor het eerst deel aan de verkiezingen voor deze partij in 1977 en stond toen op de vijfde plaats. Bij de deelname in 1979 was ze derde op de lijst, na Vic Anciaux en Jef Valkeniers. Door de afstraffing van het Egmontpact werd ze ondanks deze in principe verkiesbare plek niet verkozen. In 1995 stond ze op de negende plek van de Senaatslijst en behaalde ze iets meer dan 10.000 stemmen. Naast haar politieke activiteiten was ze van 1993 tot 2003 secretaris-generaal van de Belgische Vereniging van de Instellingen voor Collectieve Belegging (BVICB).
Bij de splitsing van de Volksunie in 2001 koos ze voor het links-liberale Spirit, het latere SLP, dat van 2002 tot 2008 een kartel vormde met de socialistische sp.a. Bij de federale verkiezingen van mei 2003 was ze eerste opvolgster op de Kamerlijst van sp.a-spirit in de kieskring Limburg. Als opvolgster van Steve Stevaert kon Roppe onmiddellijk zitting nemen in de Kamer van volksvertegenwoordigers, waar ze zetelde tot aan de verkiezingen van juni 2007. Ze was er voorzitter van de commissie Handels- en Economisch Recht en vast lid van de commissie Financiën en Begroting. Tevens was Roppe van 2006 tot 2012 gemeenteraadslid van Hasselt. In haar eerdere woonplaats Opwijk was ze van 1977 tot 1982 OCMW-raadslid.
Na haar periode in het parlement was Roppe van 2008 tot aan haar pensioen in 2011 directeur financiële geletterdheid bij de financiële sectorfederatie Febelfin. Tevens ging ze zetelen in de raden van bestuur van de gewestelijke Vlaamse investeringsmaatschappij Gimv (1993-2003), de Limburgse investeringsmaatschappij LRM (1994-2003), machine- en werktuigenfabrikant Wema (1998-2012). Van 2012 tot 2023 was ze voorzitter van de raad van bestuur van de sociaal-culturele vereniging Similes, die naasten van mensen met psychologische problemen ondersteunt, en van 2008 tot 2024 voorzitter van de stuurgroep van de Limburgse afdeling van de vzw Lucia, die noodhulp biedt aan jonge gezinnen en zwangere vrouwen in armoede.
Annemie trouwde in 1980 met de CD&V-politicus en advocaat Paul De Smedt, die in 2003 overleed. Ze heeft één dochter.
Roppe is lid van de Orde van den Prince.